# Raduha
Raduha – szczyt w Alpach Kamnickich, w Słowenii. Jest to jeden z najwyższych szczytów wschodniej części Alp Kamnickich. Ze szczytu widoczne są między innymi: Ojstrica, Rinka, Skuta, miejscowość Solčava, Ojstrica i Peca.